# حصار حلب (994-995)
حصار حلب هو حصار لحلب عاصمة الحمدانيين من جيش الخلافة الفاطمية بقيادة منجوتكين من ربيع عام 994 إلى نيسان 995. حاصر منجوتاكين المدينة طوال فصل الشتاء، بينما عانى سكان حلب من الجوع والمرض. وفي ربيع عام 995م، طلب أمير حلب المساعدة من الإمبراطور البيزنطي باسيليوس الثاني. وأدى وصول جيش الإغاثة البيزنطي بقيادة الإمبراطور في نيسان 995 إلى إجبار القوات الفاطمية على التخلي عن الحصار والتراجع جنوبًا.

## الخلفية
في 28 تشرين الأول 969، استعادت الإمبراطورية البيزنطية مدينة أنطاكية بعد حصار دام أحد عشر شهرًا. ولإضفاء عمق استراتيجي أكبر على الملكية الجديدة، تقدم القائد البيزنطي بطرس نحو العاصمة الحمدانية حلب. بعد حصار قاسٍ دام 27 يومًا، لم يستطع الحمدانيون إلا الاستسلام في كانون الثاني 970 ووافقوا على أن يصبحوا دولة تابعة للبيزنطيين في معاهدة صفر.
وفي الوقت نفسه، سيطرت الخلافة الفاطمية على مصر في عام 969 واعتمدت سياسة تأمين بلاد الشام كدولة عازلة ضد الغزو الشمالي الشرقي لمصر وتعزيز مطالباتها بالزعامة على العالم الإسلامي، لتحل محل الخلافة العباسية. تم تجنب الصراع المباشر بين الإمبراطورية البيزنطية والفاطميين لأن كل جانب رأى أنه يستطيع استخدام الآخر كحليف مفيد ضد العباسيين، وبالأخص لأن الفاطميين واجهوا صعوبة في ترسيخ هيمنتهم على الشام.
بحلول العقد 980، كان الفاطميون قد سيطروا على معظم الشام. لقد بدا الأساس المنطقي للعلاقات الودية بين البيزنطيين والفاطميين أقل قابلية للدفاع عنه الآن. بالنسبة للفاطميين، كانت حلب بمثابة بوابة مهمة للعمليات العسكرية ضد البيزنطيين في الشمال والعباسيين في الشرق. بالنسبة للبيزنطيين، كان الاحتفاظ بحلب كمنطقة عازلة أمرًا حيويًا لمنع ظهور دولة إسلامية قوية على حدودهم والتي يمكن أن تهدد الإمبراطورية بشكل مباشر؛ خاصةً وأن الحمدانيين وهم دولة صغيرة، شكّلت لهم شوكةً في خاصرتهم، خاصةً أيام سيف الدولة.

## المقدمة
في عام 992، بمجرد انتهاء هدنة عام 987 مع البيزنطيين أقدم الفاطميون على شن غزو على الأراضي الحمدانية والبيزنطية في الشام، مما ألحق بهم أضرارًا جسيمة. أرسل الإمبراطور البيزنطي باسيليوس الثاني الجنرال ليو ميليسينوس [الإنجليزية] لتعزيز الدفاعات البيزنطية وشن عملية بحرية فاشلة ضد الإسكندرية الفاطمية في أيار 993. ولكن هذه الإجراءات لم تمنع الفاطميين من حشد قوة كافية لغزو حلب.

## الحصار
وبينما حاصر الفاطميون بقيادة القائد مانجوتاكين حلب في ربيع عام 994، قاد القائد البيزنطي ميخائيل البرجي جيشًا لتحرير المدينة. هُزم ودُمر جيشه في معركة العاصي [الإنجليزية] في 15 أيلول 994، حيث قُتل 5000 جنديًّا بيزنطيًّا. وفي أعقاب ذلك، استولى منجوتكين على قلعة أعزاز والأراضي المحيطة بحلب.
بنى الفاطميون قرية محصنة أمام حلب، مليئة بالأسواق والحمامات، لإيواء جنودهم في الشتاء. عانى سكان حلب من المجاعة والمرض مع مرور الأشهر. ناشد أمير حلب باسيل الثاني طلب المساعدة، محذرًا من أنه في حالة سقوط حلب، فإن أنطاكية ستكون التالية في الترتيب. كان باسيل الثاني مشغولًا بحملة ضد الإمبراطورية البلغارية ولكنه أدرك أهمية الاستقرار على الحدود الشرقية البيزنطية. ومعه جيش إغاثة، سار عبر الأناضول إلى أنطاكية في ستة عشر يومًا، ووصل في نيسان 995. وعندما اقترب جيش الإمبراطور من حلب، أحرق منجوتاكين معسكره وتخلى على الفور عن الحصار.

## العواقب
ومع تراجع الجيش الفاطمي جنوبًا، تزايدت حالات الانشقاق وعانى السكان المدنيون بسبب أعمال النهب التي ارتكبها الجنود البيزنطيون. واصل جيش باسيل الثاني استعادة أراضي الحمدانيين وشن حصار فاشل على طرابلس  عاد بعدها إلى القسطنطينية عن طريق أنطاكية، تاركًا الحدود الشرقية مع أراضي بيزنطية متزايدة بشكل متواضع ومع داميان دالاسينوس [الإنجليزية] باعتباره الدوق الجديد لأنطاكية. رفض الإمبراطور اقتراحًا من أخيه قسطنطين بضم حلب.

## الاستشهادات
1. ↑  Faraq 1990، صفحة 44.
2. ↑  Faraq 1990، صفحة 45.
3. ↑  Faraq 1990، صفحات 45–46.
4. ↑  Faraq 1990، صفحات 45–47.
5. ↑  Faraq 1990، صفحات 47–48.
6. 1 2 3  Faraq 1990، صفحة 49.
7. ↑  Faraq 1990، صفحة 50.
8. 1 2 3 4 5  Faraq 1990، صفحة 51.
9. ↑  Faraq 1990، صفحات 51–52.
10. 1 2 3 4 5 6  Faraq 1990، صفحة 52.
11. 1 2 3  Faraq 1990، صفحة 53.
12. ↑  Faraq 1990، صفحة 54.

## فهرس
- Faraq، Wesam (يناير 1990). "The Aleppo question: a Byzantine-Fatimid conflict of interests in Northern Syria in the later tenth century A.D.". Byzantine and Modern Greek Studies. Birmingham: University of Birmingham. ج. 14 ع. 1: 44–60. DOI:10.1179/byz.1990.14.1.44. S2CID:161098454.